# Чемпионат России по конькобежному спорту 1916
Чемпионат России по конькобежному спорту в классическом многоборье 1916 года — 28-й чемпионат России, который прошёл в феврале 1916 года в Москве на катке «Девичье поле».
Чемпионом России стал москвич Платон Ипполитов, призёрами — Владимир Калинин (Петроград) и А. Нефёдов (Москва).
С 1915 года чемпионат разыгрывался на четырёх дистанциях — 500, 1500, 5000 и 10000 метров. Для победы надо выиграть три дистанции или набрать наименьшую сумму очков-мест при условии победы на одной дистанции.

## Результаты чемпионата
| место | спортсмен        | город     | очки | 500 м    | 1500 м      | 5000 м     | 10000 м     |
| ----- | ---------------- | --------- | ---- | -------- | ----------- | ---------- | ----------- |
| 1     | Платон Ипполитов | Москва    | 4    | 47,2 (1) | 2.39,4 (1)  | 9.07,5 (1) | 19.34,0 (1) |
| 2     | Владимир Калинин | Петроград | 10   | 47,2 (1) | 2.41,2 (2)  | 9.27,4 (2) | 20.09,6 (5) |
| 3     | А. Нефёдов       | Москва    | 14   | 48,4 (3) | 2.42,4 (4)  | 9.38,8 (4) | 19.58,0 (3) |
| 4     | Сергей Курбатов  | Москва    | 17   | 49,8 (5) | 2.42,0 (3)  | 9.40,0 (5) | 19.59,0 (4) |
| 5     | Николай Иванов   | Москва    | 21   | -        | 19.56,2 (2) | 9.36,6 (3) | -           |
| 5     | А. Газенфус      | Рига      | 21   | 49,6 (4) | -           | -          | -           |